# Brigitte Reimann
Brigitte Reimann (Burg, 21 de julio de 1933-Berlín Este, 20 de febrero de 1973) fue una escritora alemana.

## Vida

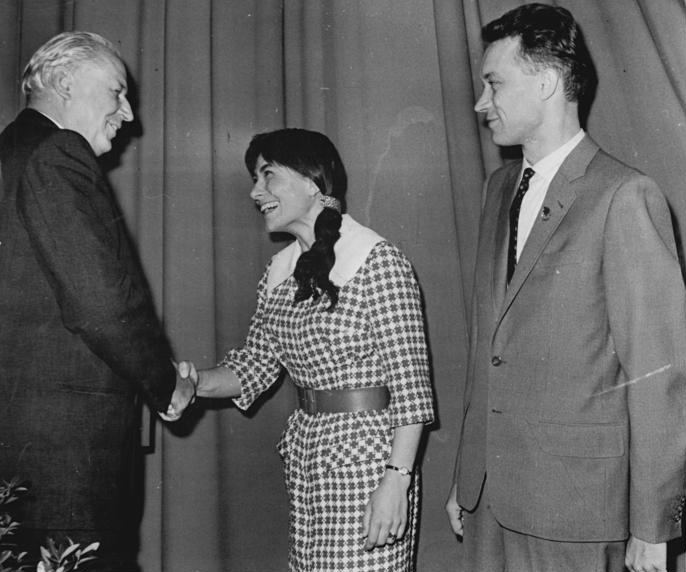
Herbert Warnke entrega el Kunstpreis des FDGB a Brigitte Reimann y Siegfried Pitschmann en el año 1961.

Nació el 21 de julio de 1933 en Burg. Después de cursar bachillerato empezó a trabajar como profesora, pero también se dedicó al periodismo y ejerció de librera durante algún tiempo, dirigiendo también un círculo de escritores. En 1955 empezó a escribir y publicó su primera obra con apenas veinte años. Su obra temprana siguió el camino de Bitterfeld, cuyas pautas debían seguir los autores de la República Democrática de Alemania (RDA), por lo que sus obras se relacionaban estrechamente con la literatura de la época y su carácter narrativo con las consecuencias de la posguerra, lo que le otorgó gran éxito entre la juventud alemana, pues reflejaba la realidad de la Alemania del Este al mismo tiempo que introducía aspectos biográficos, dotando de tal forma a sus obras de intemporalidad, pues unía su vida con un destino social colectivo, entre las que destacan diarios, correspondencias, novelas y reportajes.
Walter Ulbricht la nombró miembro de la comisión juvenil del comité central del Partido Socialista Unificado de Alemania. Sus tendencias políticas y sus pretensiones literarias cambiaron con el tiempo, especialmente en su novela póstuma inacabada Franziska Linkerhand, obra en la que experimentó con formas de la narrativa asociativa y subjetiva.
En 1960 se mudó a Hoyerswerda, donde residió hasta 1968. Durante los años que pasó ahí trabajó en la Kombinat Schwarze Pumpe. Ese empleo le inspiró la novela breve Ankunft im Alltag, escrita en 1961, que narra las vivencias de tres bachilleres en una brigada socialista. La obra tuvo un gran éxito y dio nombre a la Ankunftsliteratur. En esa época (desde 1959 hasta 1964) Reimann había contraído matrimonio por segunda vez con el escritor Siegfried Pitschmann, junto al que escribió varias obras, luego, volvió a casarse dos veces más. En uno de sus matrimonios sufrió un aborto, lo que la llevó a un intento de suicidio. A partir de ese momento, se dedicó de forma más intensa a la escritura y a resignarse ante la realidad que le tocó vivir.
Por su relato Die Geschwister (1963), cuyo tema es la huida al oeste, obtuvo el premio Heinrich Mann. Desde 1968 residió en Nuevo Brandeburgo donde trabajó en su obra principal, Franziska Linkerhand, aunque en los últimos años de su vida su salud se vio muy mermada debido a un cáncer; finalmente falleció en febrero de 1973 cuando tenía 39 años.

## Homenajes póstumos

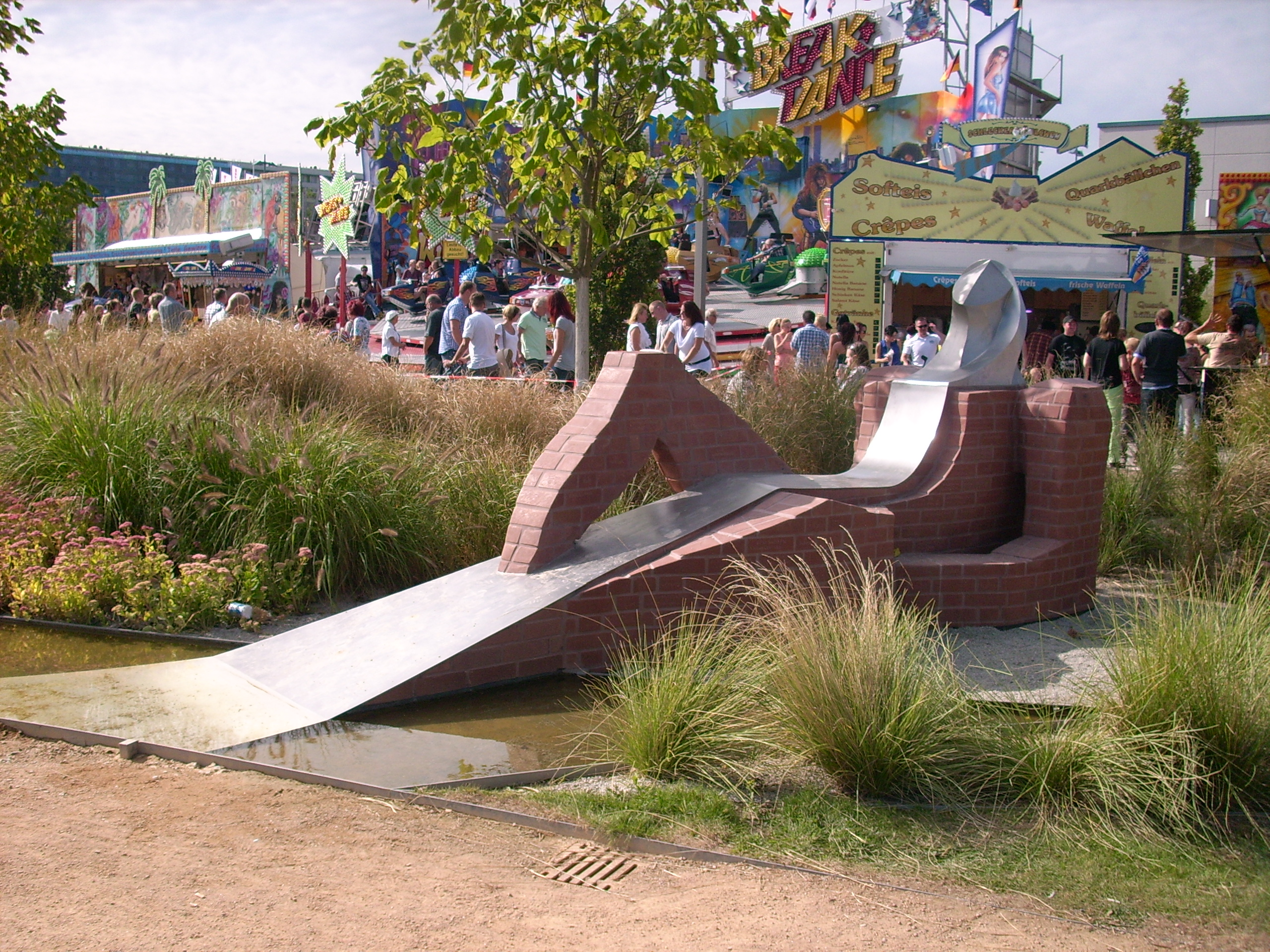
Die große Liegende, escultura obra de Thomas Reimann como homenaje a Brigitte Reimann.

Brigitte Reimann recibió numerosos homenajes con motivo del septuagésimo aniversario de su nacimiento en el año 2003; entre otros se le puso su nombre a la biblioteca de la ciudad de Hoyerswerda y se construyó una zona conmemorativa en Nuevo Brandeburgo. En su ciudad natal la biblioteca lleva su nombre desde el 20 de febrero de 1986. En el año 2004 se realizó una película sobre su vida, Hunger auf Leben, protagonizada por Martina Gedeck. El 21 de febrero de 2013 comenzó en Burg el Año de Brigitte Reimann, y el 21 de junio de ese año, con motivo del que sería su octogésimo cumpleaños, se inauguró una escultura dedicada a ella, Die große Liegende, en el parque de Hoyerswerda.

## Reconocimientos
- 1961 y 1962 Kunstpreis des FDGB
- 1965 Premio Heinrich Mann

## Obra

### Publicado en vida
- 1953 Katja. Eine Liebesgeschichte aus unseren Tagen
- 1955 Der Tod der schönen Helena
- 1956 Die Frau am Pranger y Kinder von Hellas
- 1957 Wenn die Stunde ist, zu sprechen y Joe und das Mädchen auf der Lotosblume
- 1960 Das Geständnis, Ein Mann steht vor der Tür y Sieben Scheffel Salz
- 1961 Ankunft im Alltag
- 1963 Die Geschwister (Los hermanos)
- 1965 Das grüne Licht der Steppen

### Publicaciones póstumas
- 1974: Franziska Linkerhand
- 1983 Brigitte Reimann in ihren Tagebüchern und Briefen
- 1993 Sei gegrüßt und lebe
- 1997 Ich bedaure nichts
- 1998 Alles schmeckt nach Abschied
- 1998 Franziska Linkerhand
- 1999 Aber wir schaffen es, verlaß Dich drauf!
- 1999 Eine winzige Chance. Blätter, Bilder und Briefe
- 2001 Mit Respekt und Vergnügen
- 2003 Grüß Amsterdam
- 2004 Hunger auf Leben
- 2008 Jede Sorte von Glück. Briefe an die Eltern.
- 2013 Wär schön gewesen!

## Audiolibros
- 1999 „Und trotzdem haben wir immerzu geträumt davon“
- 2000 Ich bedaure nichts - Tagebücher 1955–1963
- 2000 Alles schmeckt nach Abschied – Tagebücher 1964–1970
- 2004 Tagebücher 1955–1970
- 2004 Ich bin so gierig nach Leben – akustisches Porträt
- 2006 Franziska Linkerhand

## Adaptaciones cinematográficas
- 1981 Unser kurzes Leben
- 1990 Erster Verlust
- 2004 Hunger auf Leben

## Piezas radiofónicas
- 1985 Franziska Linkerhand, Architektin oder Szenen aus einem Frauenleben

## Versiones musicales
- 2009 Linkerhand